# Arșukî, Lîpova Dolîna
Arșukî (în ucraineană Аршуки) este un sat în comuna Moskovske din raionul Lîpova Dolîna, regiunea Sumî, Ucraina.

## Demografie
Componența lingvistică a localității Arșukî
     Ucraineană (90%)
     Rusă (10%)
Conform recensământului din 2001, majoritatea populației localității Arșukî era vorbitoare de ucraineană (90%), existând în minoritate și vorbitori de rusă (10%).